# Амін Гуїрі
Амін Гуїрі (фр. Amine Gouiri, нар. 16 лютого 2000, Бургуен-Жальє) — алжирський футболіст, нападник французького клубу «Марсель» та національної збірної Алжиру.

## Клубна кар'єра
Народився 16 лютого 2000 року в місті Бургуен-Жальє. Вихованець «Ліона». У 2016 році він почав виступати за команду дублерів. У 2017 році Амін включений в заявку основного складу на сезон. У тому ж році Гуїрі увійшов в число шістдесяти найталановитіших молодих футболістів за версією газети The Guardian.
19 листопада 2017 року в матчі проти «Монпельє» він дебютував у Лізі 1, замінивши у другому таймі Тангі Ндомбеле. Станом на 27 вересня 2019 року відіграв за команду з Ліона 7 матчів в національному чемпіонаті.
31 січня 2025 року Амін Гуїр перейшов до марсельського «Олімпіка».

## Виступи за збірні
2016 року дебютував у складі юнацької збірної Франції. У 2017 році у складі збірної до 17 років взяв участь у юнацькому чемпіонаті Європи в Хорватії. На турнірі він зіграв у п'яти матчах і забив дев'ять м'ячів, ставши найкращим бомбардиром змагань. Золоті медалі дозволили французам зіграти того ж року на юнацькому чемпіонаті світу в Індії. Там Гуїрі зіграв у чотирьох матчах і забив п'ять м'ячів, втім його команда вилетіла вже на стадії 1/8 фіналу.
У 2018 році в складі збірної до 19 років взяв участь у юнацькому чемпіонаті Європи у Фінляндії. На турнірі він зіграв у всіх чотирьох матчах, ставши півфіналістом турніру, і в поєдинках проти турків і англійців зробив по дублю. Загалом взяв участь у 39 іграх на юнацькому рівні, відзначившись 36 забитими голами.
З 2019 року залучається до матчів за молодіжну збірну Францію, в складі якої взяв участь у Молодіжному чемпіонаті світу 2019.

## Титули і досягнення
- Найкращий бомбардир Чемпіонату Європи (U-17): 2017
- Гравець місяця Ліги 1: лютий 2025[6]